# Noyales
Noyales é uma comuna francesa na região administrativa de Altos da França, no departamento de Aisne. Estende-se por uma área de 7,18 km². Em 2010 a comuna tinha 169 habitantes (densidade: 23,5 hab./km²).